# Bertone Freeclimber
La Bertone Freeclimber è un fuoristrada costruito dall'azienda italiana Bertone tra il 1989 e il 1992.

## Contesto
Si trattava di una versione della Daihatsu Rocky F75 leggermente ristilizzata e con motori BMW, che venne anche utilizzata in Italia da parte dell'Arma dei Carabinieri.
La carrozzeria era quasi identica a quella del fuoristrada giapponese: cambiava la mascherina, dotata di quattro fari tondi, e i cerchi in lega leggera.
Anche l'interno era molto simile a quello del Rocky: cambiavano pochissimi particolari e i loghi che erano Bertone.
Venne commercializzata con carrozzeria metal top o cabriolet (dotata di hard-top).
Le sospensioni erano posteriori e anteriori a ponte rigido.
La trazione era posteriore con l'anteriore inseribile e riduttore.

## Motori
I motori erano BMW turbodiesel e benzina:
- 2.0 L 6 cilindri a benzina da 129 CV (95 kW) @ 6000 rpm di potenza e 160 Nm @ 4300 rpm di coppia motrice massima;
- 2.7 L 6 cilindri a benzina da 129 CV (95 kW) @ 4800 rpm di potenza e 230 N·m @ 3200 rpm di coppia massima;
- 2.4 L 6 cilindri turbodiesel da 116 CV (85 kW) @ 4800 rpm di potenza e 220 N·m @ 2200 rpm di coppia massima.